# Željko Malnar
Željko Malnar (Zagreb, 12. travnja 1944. – Zagreb, 9. srpnja 2013.), hrvatski pustolov, putopisac, autor dokumentarnih filmova, kontroverzni TV-voditelj.

## Životopis
Nakon završene srednje škole studirao je medicinu i eksperimentalnu zoologiju gdje nije položio niti jedan ispit. Za vrijeme studija oduševljava se genetikom i već kao dvadesetogodišnjak organizira svoju prvu ekspediciju u jedinu prašumu Europe – Perućicu. S te ekspedicije objavljuje više zapaženih radova i taj posao ga sve više zaokuplja. Prijateljstvo s književnicima Marijanom, a posebno s Novakom Simićem, još više produbljuje njegovu znatiželju prema prirodi čovjeka i svijetu uopće. Druži se s tada mladim indolozima (dr. prof. Katičić, dr. prof. R. Iveković, dr. Ž. Matešić, dr. K. Bašić) i drugima s Filozofskog fakulteta u Zagrebu što ga na kraju odvodi u New Delhi, gdje na Indian Institute of Mass Communication studira zajedno sa studentima iz 18 zemalja Trećeg svijeta novinarstvo za nerazvijene zemlje. No, poslije diplome ostaje u Indiji još punih 10 godina.
Za to vrijeme Željko Malnar istraživački je vrlo aktivan. Ostvaruje značajne rezultate vodeći ekspedicije po cijeloj Aziji. Objavljuje mnoštvo članaka o azijskim narodima i njihovim običajima, ali stalno ostaje suradnik Zagrebačke televizije, te u programu Saše Zalepugina prikazuje mnoštvo reportaža i dokumentarnih filmova iz Indije, Pakistana, Afganistana, Irana, Turske i drugih azijskih zemalja.
U razdoblju od 1972. do 1976. godine pored ostalog, studira i indijsku filozofiju u ašramu indijskog filozofa Swami Shama, što mu omogućava da dobije još bolji uvid u indijsko društvo. U Indiji radi i za strane producente (Don Charnon, Canadian film ltd, Indian film division) te za vladu države Rajastan. Godine 1977. vodi ekspediciju za zagrebačku televiziju pod nazivom "Put na istok", koja doživljava veliki uspjeh. Od 1982. postaje zapovjednik profesionalnih ekspedicija, te radi za američku instituciju Institute of Ecotechnic sa sjedištem u Londonu. Za američku kompaniju Tropic Ventures vodi jednu od najvećih ekspedicija svijeta pod nazivom "Around the tropic world" (1982. – 1986.) i autor je dokumentarne serije s te ekspedicije pod radnim naslovom "Journey to other worlds". Sudjeluje i na speleološkim ekspedicijama koje postižu svjetske rezultate prihvaćene u znanstvenom svijetu (otkriće najduže čovječje ribice).
Malnar je autor preko 70 dokumentarnih filmova i reportaža iz Turske, Jordana, Iraka, Irana, Afganistana, Pakistana, Indije, Šri Lanke, Maldiva, Tajlanda, Paname, Portorika, Ekvadora, Samoe, s južnoga Pacifika, Novih Hebrida (Vanuatua), Salomonovih Otoka... Nositelj je mnogih priznanja u svijetu (Chicago filmski festival, Barcelona film festival...), a 1986. godine dobiva ključeve grada Fort Wortha Dallas u američkoj državi Teksas od gradolnačelnika Boba Bolana kao nagradu za zbližavanje kultura i naroda.
Godine 1986. zajedno s Bornom Bebekom izdaje knjigu U potrazi za staklenim gradom, koja doživljava četiri izdanja. Jedini je stranac nosilac titule Seiuli (Poglavice koji govori) polinezijske države Samoa.
Godine 1992. na TV-postaji OTV pokrenuo je Nightmare Stage, emisiju u kojoj su nastupali razni slikoviti likovi sa zagrebačkih ulica. Malnar je sebe proglasio predsjednikom utopističke Republike Peščenice i to koristio kao satiričku platformu za ismijavanje tadašnje političke scene.
S vremenom je emisija zbog svoje originalnosti i rušenja tabua dobila kultni status i veliku gledanost. "zagrebački odbor Gradske skupštine za javna priznanja" nominirao je 2004. godine Noćnu moru za dodjelu Plakete Grada Zagreba, i to "za njezinu autentičnost, hrabro suprotstavljanje umjetnom virtualnom svijetu, lažnim veličinama i društvenoj hipokriziji". Međutim, nominacija nije prihvaćena nakon što je Hrvatski helsinški odbor ustvrdio da se u toj emisiji "beskrupulozno koriste hendikepirane osobe i širi rasizam". Bio je jedan od osnivača UJDI-a (Udruženje za jugoslavensku demokratsku inicijativu).[nedostaje izvor]
Živio je i radio u Zagrebu, gdje do smrti, 9. srpnja 2013., kao  "predsjednik Republike Peščenice".

## Filmski uradci
- Peščenopolis (2004.)
- Hrvatska mora (2005.)

## Objavljene knjige
- U potrazi za staklenim gradom (1986.)
- Filozofija Republike Peščenice (2004.)

## Nastupi u TV-emisijama
- Noćna mora Željka Malnara (3. listopada 1992. – 26. lipnja 2010.)
- Mali noćni razgovori (9. listopada 2010. - )
- Poletarac, dječja emisija TV-Beograd

## Nagrade
2001. Nagrada Marija Jurić Zagorka (za reportažu, Globus)

## Vanjske poveznice
- Osobni blog